# Вилхелм II (Брауншвайг-Каленберг-Гьотинген)
Вижте пояснителната страница за други личности с името Вилхелм II.
Вилхелм II Млади (на немски: Wilhelm II, Wilhelm der Jüngere; * ок. 1425, † 7 юли 1503) от род Велфи (Среден Дом Брауншвайг), е херцог на Херцогство Брауншвайг-Люнебург, княз на Брауншвайг-Волфенбютел от 1482 до 1491 г. и княз на Каленберг-Гьотинген от 1484/1485 до 1495 г.

## Живот
Той е вторият син на херцог Вилхелм I фон Брауншвайг-Люнебург Стари (1392 – 1482) и първата му съпруга Цецилия фон Бранденбург (1405 – 1449), дъщеря на курфюрст Фридрих I фон Бранденбург (1371 – 1440).
След смъртта на баща му през 1482 г. той управлява заедно с по-големия му брат Фридрих III (1424 – 1495). Чрез договор от 1 август 1483 г. братята си поделят наследството. Вилхелм получава първо Княжество Брауншвайг-Волфенбютел, а Фридрих получава Княжество Каленберг. На 10 декември 1484 г. Вилхелм II напада в замък Каленберг брат си Фридрих III, сваля го и го затваря до края на живота му. Така Вилхелм II управлява трите княжества, Княжество Каленберг, Княжество Гьотинген и Брауншвайг-Волфенбютел. Той разделя отново територията и образува новото Княжество Каленберг-Гьотинген. През 1495 г. той се отказва да бъде херцог в полза на синовете му. За себе си той оставя само град Брауншвайг.

## Фамилия
Вилхелм II се жени през 1444 г. за Елизабет фон Щолберг-Вернигероде (1428 – 1520/1521), дъщеря на граф Бото фон Щолберг Стари в Харц (1375 – 1455) и има два сина и една дъщеря:
- Анна (1460 – 1520), ∞ 1488 г. Вилхелм I (1466 – 1515), ландграф на Хесен
- Хайнрих I, наричан Стари (1463 – 1514), херцог на Брауншвайг
- Ерих I, от 1495 херцог на Брауншвайг-Люнебург и княз на Каленберг-Гьотинген